# Arzak Rhapsody
Arzak Rhapsody est une série télévisée d'animation française écrite, dessinée et réalisée par Mœbius, d'après l'album de bande dessinée Arzach publié dans le magazine Métal hurlant. Coproduite par Wolfland Pictures, Carrère Group et France 2, elle a été diffusée sur France 2 en 2002.

## Distribution
- Arzak : Bruno Devoldère
- voix additionnelles : Michel Bonnet, Jean-Claude Bouillaud, Laurent David, Raoul Delfosse, Jean Dell, Jean Giraud, Nausicaa Giraud, Catherine Lachens, Roger Lumont, Henri Poirier, Évelyn Séléna

## Fiche technique
- Titre original (français) : Arzak Rhapsody
- Scénario, dessins et réalisation : Mœbius
- Assistant-réalisation : François Narboux
- Direction artistique : Alexandre Brillant
- Musique : Zanpano
- Production : Alexandre Brillant, Claude Carrère (Carrere Group D.A.)
- Direction de production : Philippe Barraduc
- Studio d'animation : Millimages Online
- Direction du studio : Serge Ewenczyk
- Chargés de production : Laure Audinot, Margot Grenier, Louis-Victor Houdouin, Camille Touyarot
- Chef de l'animation : Francois Narboux
- Animation : Pierre Bordas, Riccardo Audisio, Evelyne Badami, Corinne Beurthey, Yann Provost, Prunelle Giordano, Marie-Hèlène Vernerie
- Animatique : David Courtil, Christophe Giroud, Pierre Bordas
- Bruitages : Arnal Thomson
- Mixage : Jean-Marc Billand, Guillaume Fau

## Liste des épisodes
- Épisode 1 : Rhapsodie du désert :

Arzak est en pleine méditation au cœur du Désert B lorsque son fidèle Ptéroïde vient le chercher pour sa première mission : rétablir l'ordre magique de l'univers.

Une petite visite à la Tour de l'âme des vents s'impose. Mais notre héros est loin de se douter qu'il va ouvrir une porte sur d'étranges dimensions invisibles...
- Épisode 2 : L'Ombre du matin :

Alors qu'il survole une région montagneuse particulièrement dangereuse, Arzak est victime d'une hallucination : l'ombre d'un rocher se transforme en une monstrueuse mâchoire.

Au détour d'un grand canyon, il découvre une tour de pierre apparemment déserte. Il décide alors d'y faire escale lorsque les premières ombres de la nuit le rattrapent...
- Épisode 3 : Station Stardust :

Arzak suit la route 88 qui traverse le Désert B lorsqu'il croise un bolide rouge trop rapide pour son brave Ptéroïde. Il a tout juste le temps d'apercevoir le regard bleu

de la conductrice qui le nargue. Le guerrier solitaire décide alors de la poursuivre jusqu'au Stardust Café. Mais il n'est pas le seul dans la course...
- Épisode 4 : La Belle Réparatrice :

L'aube se lève sur le Désert "B". Arzak découvre que son Ptéroïde est retenu prisonnier dans la toile d'un scorpion électrique. Au même moment, dans les allées d'un jardin carnivore,

une femme au volant d'un étrange véhicule répond à un appel. Sa mission : réparer des mécanismes qu'elle ne comprend pas et sauver des êtres qu'elle ne voit jamais...
- Épisode 5 : La Perle du venin :

Alors qu'il tente d'échapper à deux démons affamés, le Louff et la Rydane, Arzak est touché en plein vol par un serpent-flèche dont l'effet du venin est imprévisible.

Pendant que le Louff s'apprête à faire cuire notre héros devenu inconscient, ce dernier entre en contact avec l'esprit du venin...
- Épisode 6 : Cœur de singe :

Certaines nuits hivernales, le Désert “B” voit ressurgir les champs immenses d’herbes carnivores. À l'abri au sommet d'une arche en ruines, Arzak accompagne d'un air de flûte

les battements de cœur d'un grand singe suspendu dans le vide. Une image se forme dans l'esprit du guerrier : celle d'une femme au bord de la mer. Le sort de l'animal ne tient qu'à un rêve...
- Épisode 7 : La Cité perdue :

Arzak se promène dans les rues d'une ville en ruines sans rencontrer âme qui vive. Autour de lui, tout n'est que gratte-ciels abandonnés, carcasses de voitures rouillées,

appartements plongés dans le silence. La cité semble déserte jusqu'au moment où le guerrier entend une voix mystérieuse chanter sur un vieil air de musique...
- Épisode 8 : La Neuvième Déesse :

Arzak se rend à bord d'un vaisseau spatial sur les ordres de deux extra-terrestres : Delano et Xnobol. À l'intérieur, le guerrier découvre un sarcophage renfermant

une déesse atteinte par une grave maladie. Guidé par les instructions de Delano et Xnobol, dont les théories s'affrontent, Arzak va tenter de sauver l'entité...
- Épisode 9 : La Tête du guerrier :

Arzak se repose à l'Auberge des Monts verts en compagnie de Perle, une jeune femme très séduisante. Mais le guerrier ne se doute pas que sa compagne agit pour le compte

d'un extra-terrestre assoiffé de pouvoir. Il s'agit du King, et il est assisté du Souricier –son savant fou. La tête d'Arzak aurait-elle été mise à prix ?
- Épisode 10 : La Tour nuageuse :

Sans nouvelle de la gardienne de la Tour nuageuse qu'il a pour mission de protéger, Arzak décide de se rendre sur place. Une fois à l'intérieur, il découvre que le temps s'est arrêté.

Même Baluga, le robot concierge, est tombé en panne. Mais où donc est passée la Maîtresse des lieux ? La tour serait-elle occupée par une force invisible ?
- Épisode 11 : Noshka :

Noshka, l'âme secrète du Désert "B", a été enlevée par un monstrueux Djinn. Arzak est chargé par le Gouverneur Block de la retrouver à l'aide d'une clé magique lui permettant

d'ouvrir des dimensions parallèles. Seulement voilà : la clé est accrochée au cou du monstre endormi. Arzak parviendra-t-il à délivrer Noshka des griffes du monstre ?
- Épisode 12 : L'Homme des jeux :

Cherchant la sortie d’un labyrinthe dont il est prisonnier, Arzak tombe nez à nez avec de dangereuses créatures. Heureusement, le dernier des Ptéroguerriers manie encore bien l’épée.

Les combats s’enchaînent jusqu’au moment où Arzak est grièvement blessé. Des forces invisibles contrôleraient-elles notre héros ?
- Épisode 13 : L'Anneau des cœurs brisés :

Survolant par une nuit pluvieuse les champs d’herbes carnivores, Arzak cherche de quoi se mettre à l’abri. Une construction, en forme d’anneau de pierre brisé,

apparaît alors au beau milieu des plantes meurtrières. Fatigué, Arzak décide d’y établir son campement. Mais la nuit est longue et notre héros ne devrait pas s’endormir aussi facilement...
- Épisode 14 : Le Secret des licornes :

Arzak se réveille en sursaut. Il vient de voir sa propre mort dans un terrible cauchemar. Il doit demander conseils aux licornes avant qu’il ne soit trop tard.

Notre héros se retrouve bientôt embarqué à bord d’un étrange navire en route vers un monde parallèle. Aura-t-il une chance de changer le cours de son destin ?

### Documentation
- Alexandre Brillant (int. par Virginie Greiner), « Alexandre et les Grands », BoDoï, no 54,‎ juillet 2002, p. 90.